# Dejerosa picta
Dejerosa picta Roewer, 1960 è un ragno appartenente alla famiglia Lycosidae.
È l'unica specie nota del genere Dejerosa.

## Distribuzione
L'unica specie oggi nota di questo genere è stata rinvenuta in Mozambico.

## Tassonomia
Dal 1960 non sono stati esaminati altri esemplari, né sono state descritte sottospecie al 2016.